# Александрс Чакс
Александрс Чакс (також Олександр Чак; латис. Aleksandrs Čaks, нар. 27 жовтня 1901 — пом. 8 лютого 1950, Рига) — латвійський поет. Перший урбаніст, який протиставився сільським традиціям латвійської літератури.

## Біографія
Народився у родині кравця Яніса Чадарайніса. Певний час навчався на медичному факультеті Московського університету (1919).
Перша публікація в журналі «Latvijas Kareivis» (вірш «Sapņi»).
1928 — перша збірка віршів «Seši». Вона повністю була присвячена поетизації міста Рига, літературний образ якої у Чакса зазнав радикальної деконструкції. До нього латвійська Рига була у полоні сільського канону письменників-традиціоналістів. Чакс сміливо, місцями — брутально, поетизував життя нічної Риги, існування тутешніх бомжів, долі повій, навіть дослухався до мелодій муніципальної каналізації. До певної міри, Чакс у латвійській літературі відіграв роль Валер'яна Підмогильного — автора прозового твору «Місто». Чакс і Підмогильний — символи прориву сільської тубільної нації до великих, іншомовних міст — Риги та Києва.

Пам'ятник поету Чаксу в Ризі

У своїх ранніх творах Чакс у романтичному ключі згадував про латиських стрільців.
Чакс також є автором кількох прозових творів (у формі розповідей), які не принесли йому такої слави, як поезія.
Твори Чакса донині вивчаються у шкільній програмі середніх навчальних закладів Латвії. Він майстер гіперболи, темпераментного вільного вірша.

### Чакс і Україна
Творчість поета Чакса почала популяризуватися в Україні після Другої світової війни (в українській транскрипції Александрс Чакс фігурував як Олександр Янісович Чак).
Український поет Іван Драч згадував Чакса у 1978 році в нарисах про латвійську літературу:
| Якщо вашого сучасника і ровесника називають «одною з найяскравіших вершин латиської поезії всіх часів», ви мимоволі здригнетесь, бо одразу в пам'яті спалахують імена Яна Райніса і Олександра Чака, це ж вони там - серед найяскравіших вершин! |
Книжка нових українських перекладів Александрса Чакса вийшла 2012 року. У ній вперше вміщено ранню, дорадянську творчість поета.

## Видання
- «Серце на тротуарі» (Sirds uz trotuāra, 1928),
- «Мій рай» (1932),
- «Дзеркала фантазії» (1938),
- «Поема про візника» (1930);
- збірка поем «Осяяли вічністю» (ч. 1-2, 1937–39).

Також у часи совєцької окупації збірки поезій «Патріоти», «Під високою зіркою» (обидва — 1948), «Боротьбі і праці» (видавництво посмертне, 1951).